# Les Prédateurs du futur
Pour plus de détails, voir Fiche technique et Distribution.
Les Prédateurs du futur (I predatori di Atlantide) est un film post-apocalyptique italien réalisé par Ruggero Deodato et sorti en 1983.

## Synopsis
Au large de Miami en Floride, la plateforme océanique Echo 1 achève les opérations de récupération d'un sous-marin atomique soviétique qui a coulé. Le Dr Kathy Rollins, experte en langues précolombiennes, arrive également à bord de la plate-forme, pour procéder à l'examen d'une tablette précolombienne trouvée lors des opérations de plongée. Mais soudain, une tornade fait chavirer la plateforme et les survivants trouvent refuge sur un yacht encore à flot non loin de là. Ils naviguent jusqu'à une île où ils sont attaqués par une horde d'individus motorisés mené par un homme affublé d'un crâne de cristal.

## Fiche technique
Sauf indication contraire, les informations mentionnées dans cette section peuvent être confirmées par la base de données cinématographiques IMDb,  présente dans la section « Liens externes ».
- Titre français : Les Prédateurs du futur ou Atlantis Interceptors[1]
- Titre original italien : I predatori di Atlantide[2]
- Réalisation : Ruggero Deodato
- Scénario : Vincenzo Tomassi (it), Dardano Sacchetti
- Photographie : Roberto D'Ettore Piazzolli
- Montage : Vincenzo Tomassi (it)
- Musique : Guido et Maurizio De Angelis
- Décors : Bruno Amalfitano (it)
- Costumes : Giuliana Serano
- Production : Edmondo Amati, Maurizio Amati, Sandro Amati, Alex Tiu
- Société de production : Regency Productions, Regal Films
- Pays de production :  Italie
- Langue de tournage : italien
- Format : Couleur - 1,85:1 - Son mono - 35 mm
- Durée : 92 minutes (1 h 32)
- Genre : Aventures post-apocalyptiques
- Dates de sortie :
  - Italie : 25 novembre 1983
  - France : 15 octobre 1986[1]

## Distribution
- Christopher Connelly : Mike Ross
- Tony King (en) : Washington
- Gioia Scola : docteur Kathy Rollins
- George Hilton : professeur Sanders
- Ivan Rassimov : Bill Cook
- Michele Soavi : James
- Stefano Mingardo (crédité Mike Miller) : Klaus Nemnez
- Giancarlo Prati (crédité John Blade) : Frank
- Maurizio Fardo (crédité Morris Fard) : Larry Stoddard
- Benedetta Fantoli : Barbara Stoddard
- Gudrun Schmeissner : Liza
- Bruce Baron : le prédateur au crâne de cristal
- Domenico Cianfriglia : un prédateur
- Gianni Franco
- Adriana Giuffrè